# Russelia rugosa
Russelia rugosa är en grobladsväxtart som beskrevs av Robinson. Russelia rugosa ingår i släktet Russelia och familjen grobladsväxter. Inga underarter finns listade i Catalogue of Life.